# Kline (Carolina do Sul)
Kline é uma cidade  localizada no estado norte-americano de Carolina do Sul, no Condado de Barnwell.

## Demografia
Segundo o censo norte-americano de 2000, a sua população era de 238 habitantes.
Em 2006, foi estimada uma população de 235, um decréscimo de 3 (-1.3%).

## Geografia
De acordo com o United States Census Bureau tem uma área de
8,1 km², dos quais 8,0 km² cobertos por terra e 0,1 km² cobertos por água.

## Localidades na vizinhança
O diagrama seguinte representa as localidades num raio de 16 km ao redor de Kline.